# Emoia veracunda
Espèce
Synonymes
- Emoia baudini veracunda Brown, 1953

Emoia veracunda est une espèce de sauriens de la famille des Scincidae.

## Distribution
Cette espèce est endémique de Nouvelle-Guinée. Elle se rencontre en Papouasie-Nouvelle-Guinée et en Nouvelle-Guinée occidentale en Indonésie.

## Publication originale
- Brown, 1953  : Results of the Archbold Expeditions. No. 69 A review of New Guinea lizards allied to Emoia baudini and Emoia physicae (Scincidae). American Museum Novitates, no 1627, p. 1-25 (texte intégral).